# Albert Gemmrich
Albert Gemmrich est un footballeur international français né le 13 février 1955 à Haguenau (Bas-Rhin). Il joue au poste d'attaquant, notamment au RC Strasbourg, aux Girondins de Bordeaux et en équipe de France.
Il est le deuxième meilleur buteur de l'histoire du Racing Club de Strasbourg, derrière Oskar Rohr.

## Biographie

### En club
Albert Gemmrich commence sa carrière de footballeur au sein du club amateur de l'AS Mutzig, alors en Division 3. Il joue ensuite au Racing Club de Strasbourg pendant six saisons, de 1973 à 1979. 
Il débute en Division 1 le 7 août 1973, avec un match nul et vierge sur la pelouse du SC Bastia, en étant alors âgé de seulement 18 ans. Dès sa première saison chez les professionnels, il se fait remarquer en inscrivant un doublé au Stade de la Meinau face au FC Nantes, alors leader du classement général (victoire 3-2 du Racing en février 1974).
Avec le Racing Club de Strasbourg, Albert Gemmrich remporte un titre de champion de France de Division 2 en 1977, puis un titre de champion de France de Division 1 en 1979.
Il joue ensuite aux Girondins de Bordeaux de 1979 à 1982, équipe avec laquelle il remporte une Coupe des Alpes en 1980, inscrivant un but en finale. 
Après un bref passage au Lille OSC, il retrouve le RC Strasbourg pour la saison 1983-1984. Il termine sa carrière à l'OGC Nice de 1984 à 1986. 
Albert Gemmrich dispute 308 matchs en Division 1, inscrivant 106 buts, et 61 matchs en Division 2, marquant 28 buts. Lors de la saison 1976-1977, il se classe deuxième meilleur buteur de Division 2 avec 24 buts, derrière Delio Onnis et ses 30 buts. La saison suivante, il inscrit 21 buts en Division 1, ce qui constitue sa meilleure performance au sein de l'élite.
Le 20 novembre 1976, il inscrit un triplé en Division 2 avec Strasbourg, lors d'une large victoire contre Épinal (5-0). Le 21 mai 1977, il inscrit à nouveau un triplé en D2 avec le club alsacien, avec une large victoire 5-0 contre Brest.
En Division 1, il marque un triplé avec Strasbourg sur la pelouse de Laval le 2 mai 1978 (victoire 2-3 à l'extérieur). Il marque un dernier triplé en D1 le 10 août 1979, lors d'un match au cours duquel les Girondins de Bordeaux écrasent Valenciennes sur le score de 7-0.
Avec le RC Strasbourg et les Girondins de Bordeaux, Albert Gemmrich participe à la Coupe de l'UEFA (10 matchs, 4 buts). Il inscrit notamment deux buts lors des seizièmes de finale de cette compétition : le premier avec Strasbourg contre le club écossais d'Hibernian en octobre 1978, puis le second avec Bordeaux contre le club allemand de Hambourg en octobre 1981.

### En équipe nationale
Albert Gemmrich a été sélectionné cinq fois en équipe de France lors de l'année 1978.
Il joue son premier match en équipe nationale le 8 février 1978, en amical contre l'équipe d'Italie à Naples (match nul 2-2). Il joue son deuxième match le 11 mai 1978 face à l'Iran à Toulouse (victoire 2-1). À cette occasion, il inscrit son premier but en sélection. 
Albert Gemmrich joue ensuite deux matchs comptant pour les éliminatoires de l'Euro 1980 : contre la Suède (match nul 2-2 à Paris), puis le Luxembourg (victoire 1-3 à l'extérieur). Il inscrit un but contre le Luxembourg.
Il est sélectionné une dernière fois le 8 novembre 1978, en amical contre l'Espagne (victoire 1-0 à Paris).

### Reconversion
Après avoir raccroché les crampons, il obtient le brevet d'entraîneur et prend en charge le centre de formation du Racing. Il participe ainsi à l'éclosion de joueurs tels que José Cobos ou encore Vincent Sattler.
Il devient ensuite entraîneur-adjoint de l'équipe première, aux côtés de Léonard Specht. Il assure l'intérim d'un match à la tête de l'équipe professionnelle le 30 août 1989 (défaite à Orléans 2-1).
Il se lance ensuite en politique, en étant élu conseiller territorial au Conseil régional d'Alsace, et conseiller municipal, délégué aux sports, de la ville de Strasbourg. Il n'est pas réélu aux élections municipales de mars 2008.
Il est président de la Ligue d'Alsace depuis le 12 octobre 2008.

## Carrière de joueur
| Saison    | Club                  | Division           | Matches | Buts |
| --------- | --------------------- | ------------------ | ------- | ---- |
| 1972-1973 | AS Mutzig             | 3                  |         |      |
| 1973-1979 | RC Strasbourg         | 1 (1 saison en D2) | 197     | 87   |
| 1979-1982 | Girondins de Bordeaux | 1                  | 94      | 35   |
| 1982-1983 | Lille OSC             | 1                  | 17      | 0    |
| 1983-1984 | RC Strasbourg         | 1                  | 30      | 8    |
| 1984-1986 | OGC Nice              | D2 puis D1         | 31      | 4    |

## Palmarès

### En club
- Champion de France en 1979 avec le RC Strasbourg
- Champion de France de Division 2 en 1977 avec le RC Strasbourg
- Vice-champion de France de Division 2 en 1985 avec l'OGC Nice
- Vainqueur de la Coupe des Alpes en 1980 avec les Girondins de Bordeaux

### EnÉquipe de France
- 5 sélections et 2 buts entre 1978

### Distinction individuelle
- Meilleur buteur du Groupe B de Division 2 en 1977 (24 buts)